# Muskoka

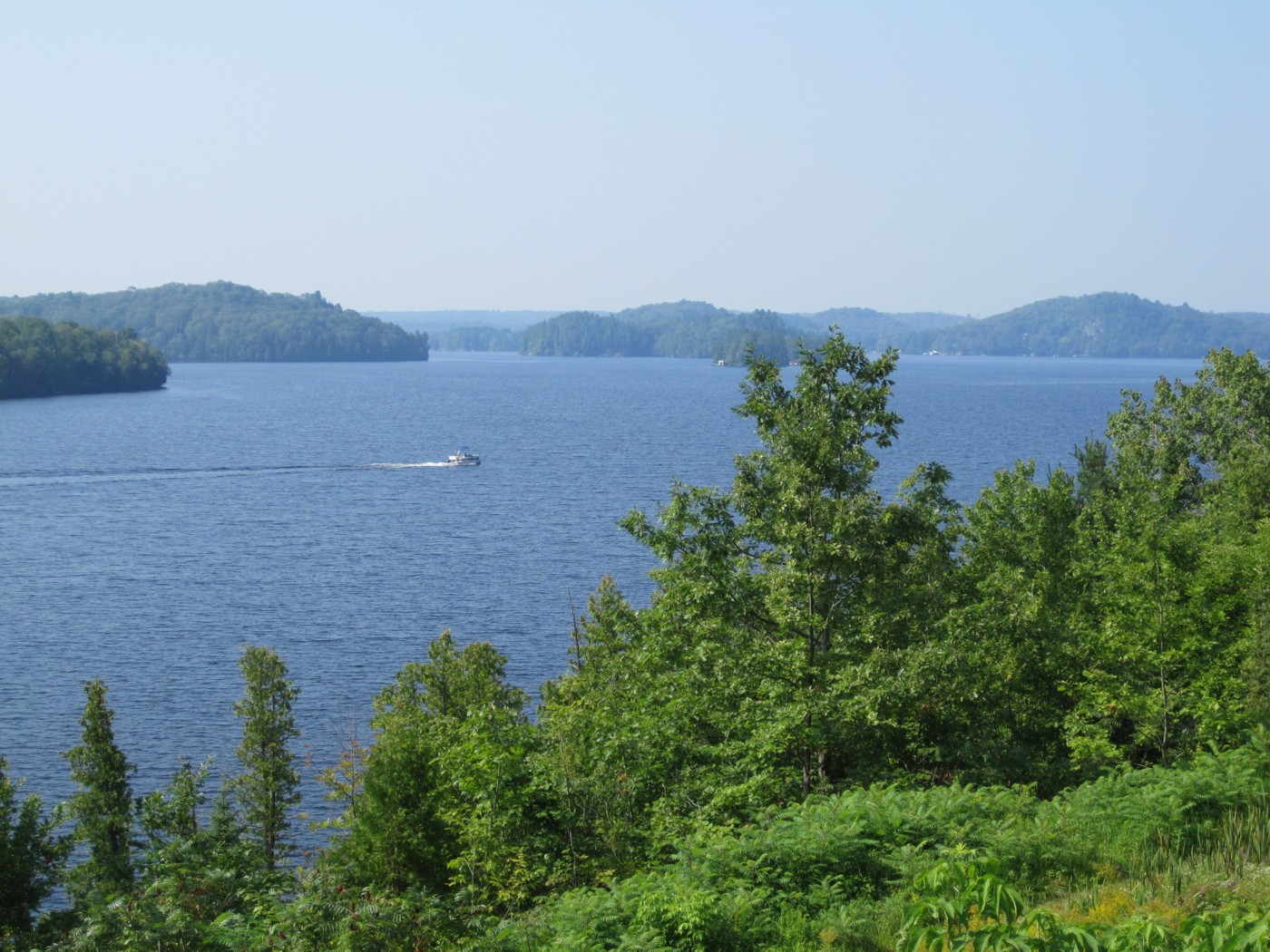
Fairy Lake, einer der zahlreichen Seen in Muskoka

Muskoka ist eine Landschaft in der kanadischen Provinz Ontario, die ab den 1860er Jahren von der Holzindustrie und von Siedlern in Besitz genommen wurde, nachdem die dort lebenden Anishinabe-Stämme 1850 einen Vertrag zur Landabtretung unterzeichnet hatten. Daher wurde das Gebiet in Townships aufgeteilt, von denen wiederum eine Muskoka heißt. Dort liegt Gravenhurst, der nach der Hauptstadt Bracebridge und Huntsville drittgrößte Ort. In diesen drei Orten wohnen rund drei Viertel der Einwohner Muskokas. Dies waren im Jahr 2006 insgesamt 57.563 Einwohner auf einer Fläche von rund 3890 km². Der frühere District of Muskoka hatte eine Fläche von 4105 km².
Muskokas politische Organisation stellt seit 1971 die Muskoka District Municipality dar. Die landwirtschaftlich kaum nutzbare, seit langem forstwirtschaftlich kaum mehr bedeutsame Region lebt heute stark vom Tourismus.
Der Name ist eine Verballhornung des Namens Mesqua Ukee, eines der Häuptlinge, die 1850 den Robinson-Vertrag unterzeichneten, mit dem in der Region 250.000 Acre Land an die britische Kolonie Oberkanada kamen. Nach ihm sind zudem der Lake Muskoka und der Muskoka River benannt.

## Geschichte

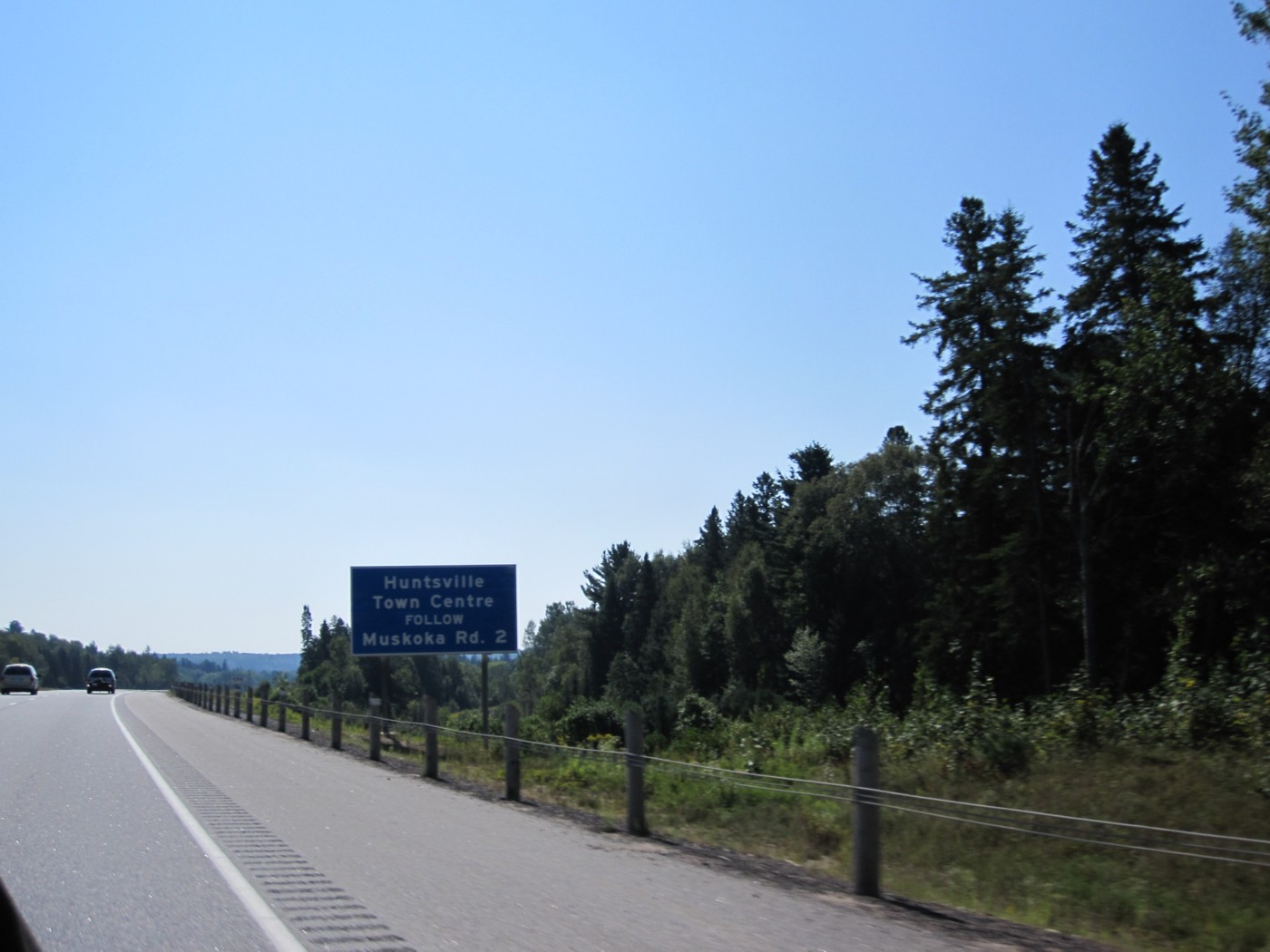
Highway 11 in Muskoka

Ab den 40er Jahren des 19. Jahrhunderts förderte die Regierung von Oberkanada verstärkt die Ausweitung der Infrastruktur und die ökonomischen Nutzung des Nordens der Provinz. Dazu sollte neben anderen Regionen Muskoka vermessen und durch Straßenbauten erschlossen werden.
Mit den dort lebenden Anishinabe (Ojibway) schloss die Regierung 1850 Verträge, um das Land den erwarteten Siedlern und Holzunternehmen zu öffnen. 36 Häuptlinge an Huron- und Oberem See erklärten sich im sogenannten Robinson Treaty, das B. Robinson für die Kolonialregierung unterzeichnete, damit einverstanden, ihr Land gegen die Einräumung dauerhafter Jagd- und Fischereirechte sowie gegen Reservate (Indian reserves) zu räumen.
Obwohl die Aussichten für die vorgesehene landwirtschaftliche Erschließung als ungünstig galten, wurden ab 1857 Muskoka und die Macaulay Townships vermessen. Die Holzindustrie nutzte ihre Regierungskontakte und drängte auf Besiedlung, um damit auch aufwändige Straßenbauten zu rechtfertigen. Ziel war jedoch vor allem der ausgedehnte Waldbestand, insbesondere die riesigen Kiefern. Bereits im nächsten Jahr entstand daher die erste Straße von Washago am Nordende des Lake Couchiching, und damit in Reichweite des Lake Simcoe, zu den Muskoka Falls. Von diesem rohen Pfad aus verzweigten drei weitere Pfade, die Parry Sound Road, die von Bracebridge westwärts führte, die Peterson Road, die ostwärts führte und die Nipissing Road, die von Roseau im Parry Sound zum Lake Nipissing führte. Erste Siedler wurden angeworben, doch wollten nur wenige in die Region ziehen, die so ungeeignet für agrarische Nutzung war. 
Noch wichtiger als das dünne Wegenetz wurden die Wasserstraßen für die Erschließung des seenreichen Gebiets. Dazu entstand 1866 die Muskoka Lakes Navigation Company, die von  A. P. Cockburn gegründet wurde. Sie war die erste Dampfbootgesellschaft in Muskoka. Das erste Schiff war die Wenonah.  Bis 1958 übernahmen 19 verschiedene Schiffe den Passagier, Güter- und Posttransport. Um die Schiffe kümmert sich seit 1973 die Muskoka Steamship & Historical Society, die ursprünglich von der Ontario Road Builders Association gegründet worden war. Anfangs diente die Gesellschaft zur Mitteleinwerbung für die Restaurierung der R.M.S. Segwun, eines Schiffes, das 1887 gebaut worden war. Es erhielt zunächst den Namen Nipissing II und hatte das 1871 erstellte, 1886 jedoch abgebrannte Schiff Nipissing I ersetzt. Es fuhr bis 1914, wurde 1925 umgebaut, erhielt schließlich den Namen Segwun (in der Sprache der Ojibwa Frühling), und fuhr erneut bis 1958. Ab 1961 wurde es als Museum genutzt. 1992 erbaute die historische Gesellschaft das Segwun Heritage Centre in Gravenhurst, weitere Schiffe konnten wieder verkehren und 2000 bis 2006 entstand das Muskoka Boat & Heritage Centre. Seit 2007 gibt die Gesellschaft eine historische Zeitschrift heraus, The Real Muskoka Story. 
Ähnliche Aktivitäten entfaltete die 1961 gegründete Port Carling Historical Society mit Blick auf die frühen Siedler, die dort als pioneers bezeichnet werden. Dabei kam es erst mit dem Free Grant and Homestead Act von 1868 zu einem verstärkten Zustrom von Siedlern. Das Gesetz schrieb vor, dass die Siedler mindestens 15 Acre Land entwalden und unter den Pflug nehmen sollten, wovon 2 Acre pro Jahr in den ersten fünf Jahren der Besiedlung entwaldet werden sollten. Zudem mussten sie ein Haus mit einer Mindestgröße von 16 mal 20 Fuß bauen und tatsächlich auf dem Land leben. Jeder Siedler sollte 100 Acre erhalten, Familien sogar 200. Das Gesetz galt nicht nur für Muskoka, sondern auch für den benachbarten Parry Sound District im Norden, der ebenfalls bis zur Georgian Bay reichte. Alle entsprechenden Anträge mussten bei Charles W. Lount, dem Crown Land Agent in Bracebridge eingereicht werden.
Bis 1871 stieg die Bevölkerung von Muskoka auf rund 6.000 Einwohner, bis 1881 auf 13.000. Dazu trug das weit verbreitete Buch von Thomas McMurray Free Grant Lands of Muskoka and Parry Sound, Bracebridge 1871 erheblich bei. Zahlreiche Siedlungen entstanden, von denen die meisten wieder verschwunden sind. Doch bereits seit 1879 wurden die Farmer, die oftmals auf schlechtem Land saßen, vom Manitoba Fever erfasst, und sie zogen weiter nach Westen. Viele die blieben, arbeiteten in der Holzfällerei, doch zwischen 1900 und 1910 verschwanden die Kiefern weitgehend aus Muskoka. Die Zahl der Bewohner brach um fast die Hälfte ein. Einen gewissen Ersatz schuf der Tourismus, der ab etwa 1896 einsetzte. Er profitierte vom Wachstum der Städte im Süden der Provinz, aber auch von Amerikanern, die nach Kanada kamen. Lange Zeit prosperierte eine andere Industrie, nämlich die Textilindustrie. Sie geht auf Henry J. Bird, der 1872 in Bracebridge Falls ein Unternehmen gründete. Schon 1869 bis 1871 hatte er ein ähnliches Unternehmen in Glen Allen, Ontario, gegründet, doch zerstörte eine Überschwemmung und der Tod seiner Frau und zweier Kinder durch Tuberkulose sein Werk. In Bracebridge wagte er eine Neugründung, denn er fand dort Wasserkraft vor, eine Energiequelle, die auch Sägewerke und Getreidemühlen nutzten. Die Bird Woollen Mills bestanden bis 1953 und waren lange eine der bekanntesten Textilmarken in Kanada.
Dazu trug auch bei, dass 1875 die erste Eisenbahnverbindung Gravenhurst erreichte. Die Strecke wurde 1885 nordwärts bis Bracebridge und Huntsville verlängert.
In den 1880er Jahren kam eine weitere Gruppe hinzu, die nach Gibson bei Bala zog. Es waren Irokesen, die das Gebiet an den Lake of two Mountains bei Oka (westlich von Montreal) verlassen hatten. Ihre Vorfahren waren Ende des 17. Jahrhunderts aus dem späteren Bundesstaat New York nordwärts gezogen, wo sie bei Montreal in die Nähe einer Jesuiten-Missionsstation gezogen waren. Von dort zogen sie später nach Sault-au-Récollet auf der Montreal-Insel. Als die Sulpicianer 1717 vom französischen König eine Grundherrschaft (Seigneurie) am "Lake of two Mountains" erhielten, zogen neben einigen Algonkin auch die Irokesen mit ihnen dorthin. Nachdem die Briten 1759–63 die Herrschaft über Neufrankreich übernommen hatten, war unklar, wem nun die Seigneurie gehören sollte. Während die Mohawk-Irokesen der Ansicht waren, dass ihnen der Besitz nun gehöre, waren die Sulpicianer anderer Ansicht. In den 1870er Jahren konnten Methodisten zahlreiche Mohawk für ihre protestantische Konfession gewinnen, die ihren Landanspruch unterstützten. Die Regierung von Ontario bot ihnen Land an. Die als Oka Indians bezeichneten erhielten ein Gebiet von 10.400 ha in der Township Gibson, doch kam es zum Streit um die Verpflichtungen aus dem Besiedlungsgesetz von 1868, das die Entwaldung vorschrieb. So kam es erst 1918 zu einer Einigung, wobei das Reservat namens Gibson Indian Reserve nur 6.000 ha umfasste, statt der ursprünglich vorgesehenen 10.400. 1910 lebten dort etwa 25 Familien mit rund 130 Angehörigen. Schon 1883 hatten sie ein Schulgebäude errichtet und eine junge Lehrerin eingestellt. Doch wirtschaftlich blieb die Gemeinde von Jagd und Fischfang abhängig, und die Landwirtschaft stieß, wie in ganz Ontario, nach dem Ersten Weltkrieg auf gewaltige Probleme. Erst der Rückgriff auf traditionelle Agrarprodukte, in diesem Falle Cranberrys, brachte dem Gibson-Reservat bzw. den Wahta-Mohawk ein wirtschaftliches Wachstum.
Die 23 Townships von Muskoka, die das Land meist in quadratische Gebiete aufteilten, die wiederum in Untereinheiten bis zu den Familiengrundstücken aufgeteilt wurden, bestanden bis 1970.
Am 25. und 26. Juni 2010 fand der 36. G8-Gipfel in Huntsville 2010 statt, wo ursprünglich auch das G20-Treffen vorgesehen war, das jedoch nach Toronto verlegt wurde. 
Als einer der bedeutendsten Geschichtsschreiber Muskokas gilt Bob Boyer, der Herausgeber des Muskoka Herold ab 1933. 
Die in Kanada und China bekannteste Persönlichkeit aus Muskoka ist Dr. Norman Bethune, der 1890 in Gravenhurst zur Welt kam. Bethune, Spross einer schottisch-hugenottischen Familie, war Arzt und führend in der Behandlung von Tuberkulose. Darüber hinaus war er von 1936 bis 1937 im Spanischen Bürgerkrieg sowie 1938 bis 1939 in China als Chirurg tätig. Er starb an einer Blutvergiftung im Zweiten Japanisch-Chinesischen Krieg auf der Seite Chinas. Sein Geburtshaus in Gravenhurst ist seit 1973 eine National Historic Site.